# Centrale rischi
Le centrali rischi forniscono al sistema finanziario informazioni sulla posizione creditizia dei clienti che ricorrono al credito. Ne esistono sia pubbliche sia private. In Italia la Centrale dei Rischi è un sistema informativo sull'indebitamento della clientela verso le banche e le società finanziarie (intermediari).
La centrale rischi pubblica è l'unica a segnalazione obbligatoria ed è gestita direttamente da Banca d'Italia (ma alimentata dalle banche e altri intermediari).
Gli intermediari comunicano mensilmente alla Banca d'Italia il totale dei crediti verso i propri clienti: i crediti pari o superiori a 30 000 euro e i crediti in sofferenza di qualunque importo, ma solo se superiore a 250 €uro!. Come flusso informativo di ritorno la Banca d'Italia fornisce mensilmente agli intermediari le informazioni sul debito totale verso il sistema creditizio di ciascun cliente segnalato.
La Centrale dei Rischi ha l'obiettivo di:
- migliorare il processo di valutazione del merito di credito della clientela
- innalzare la qualità del credito concesso dagli intermediari
- rafforzare la stabilità finanziaria del sistema creditizio.

Con questo la Centrale dei Rischi favorisce l'accesso al credito da parte della clientela "meritevole".

## Centrali rischi pubbliche
La Centrale dei rischi istituita nel 1962 e operativa dal 1964, è un sistema informativo sull'indebitamento della clientela delle banche e degli intermediari finanziari vigilati dalla Banca d’Italia. Il suo obiettivo è quello di assistere il sistema bancario nella gestione delle politiche di prestito e di controllo dei rischi creditizi, migliorando di conseguenza la qualità degli impieghi degli intermediari partecipanti, accrescendo la stabilità del sistema creditizio e favorendo l'accesso al credito da parte dei clienti in base al merito di credito. Vi è uno scambio informativo bidirezionale tra le singole banche e la Centrale. Le banche, infatti, comunicano i dati in merito alle posizioni debitorie della clientela, mentre la Centrale fornisce alle banche informazioni sull'esposizione debitoria di ciascun affidato nei confronti del sistema bancario nel suo complesso.
Le informazioni fornite dalla Centrale dei rischi non costituiscono una forma di "certificazione" dei crediti concessi dal sistema creditizio poiché i dati registrati negli archivi della Centrale dei rischi mostrano un'esposizione dei singoli soggetti verso il sistema creditizio che potrebbe non coincidere con il loro effettivo indebitamento. Alcune tipologie di intermediari finanziari sono infatti esclusi dall'obbligo di segnalazione alla Centrale dei rischi ed esiste una soglia minima di censimento (30 000 euro), al di sotto della quale gli intermediari partecipanti non devono segnalare. Inoltre, gli intermediari finanziari segnalano alla Centrale tutti i crediti in sofferenza.
Le posizioni individuali di rischio vengono comunicate tramite un modello composto da cinque sezioni:
- Crediti per cassa
- Crediti di firma
- Garanzie ricevute
- Derivati finanziari
- Sezione informativa

I crediti per cassa comprendono cinque categorie di crediti in ordine di rischiosità crescente:
- Rischi auto liquidanti, che derivano da operazioni che presentano una fonte di rimborso predeterminata (es: anticipi sbf, anticipi fatture italia, anticipi export, factoring)
- Rischi a scadenza, che si riferiscono a operazioni con scadenza fissata per contratto, senza una fonte di rimborso prefissata (es. prestiti personali, mutui, pronti contro termine)
- Rischi a revoca, che consistono in aperture di credito in c/c concesse per elasticità di cassa con clausola ‘fino a revoca’
- Finanziamenti a procedura concorsuale e altri finanziamenti particolari
- Sofferenze, ovvero crediti verso soggetti in stato di insolvenza anche non accertato giudizialmente

I crediti di firma si dividono in due categorie: garanzie commerciali e garanzie finanziarie.
Nella sezione informativa rientrano:
- Le operazioni effettuate per conto terzi
- I crediti per cassa effettuati in pool
- I crediti acquisiti da clientela diversa da intermediari – debitori ceduti
- I rischi auto liquidanti – crediti scaduti
- I crediti passati a perdita
- I crediti ceduti a terzi

Le segnalazioni vanno effettuate entro il 25 del mese successivo alla rilevazione. Vanno inoltrate nel caso in cui la posizione complessiva del cliente presenti una delle seguenti condizioni:
- Somma del totale dei crediti per cassa e di firma pari o superiore a 30 000 €
- Valore delle garanzie ricevute pari o superiore a 30 000 €
- Cliente in sofferenza
- Importo delle operazioni effettuate per conto terzi pari o superiore a 30 000 €
- Valore dei crediti acquisiti pari o superiore a 30 000 €
- Esistenza di crediti passati a perdita

I dati sono riservati. Chi vuole conoscere la propria posizione presso la Centrale dei rischi può rivolgersi di persona a una delle Filiali della Banca d'Italia, oppure inoltrare una richiesta via PEC. Per la correzione di eventuali errori nelle segnalazioni, l'interessato deve rivolgersi direttamente all'intermediario. Il flusso di ritorno fornito dalla Centrale dei rischi riporta i dati anagrafici e la posizione del soggetto verso il sistema bancario, oltre che quella dei soggetti a esso legati. Vi è poi un flusso di ritorno statistico. Infine, le banche possono richiedere informazioni su soggetti sui quali stanno istruendo una valutazione del merito di credito (richieste di prima informazione).

## Centrali rischi private
Prima dell'entrata in vigore del Codice di deontologia per i sistemi di informazioni creditizie (2005), le centrali rischi private conservavano il nominativo dei "cattivi pagatori" (ovvero di coloro che ritardavano il pagamento anche di pochi giorni) per oltre 5 anni.
Oggi i tempi massimi di conservazione dei dati sono ridotti generalmente a 3 anni, con distinzioni a seconda della qualità del credito segnalato.
Fra le centrali rischi più note in Italia citiamo:
- CRIF;
- Consorzio per la Tutela del Credito - CTC;
- Experian-Cerved Spa (nato dall'acquisizione di Cerved Group Spa da parte di Experian Spa);
- la banca dati centrale rischi di Assilea.